# Flutender Wasserhahnenfuß
Der Flutende Wasserhahnenfuß (Ranunculus fluitans), auch Flutender Hahnenfuß genannt, ist eine Pflanzenart aus der Familie der Hahnenfußgewächse (Ranunculaceae). In schnell strömenden Flüssen und Bächen findet man diese Art oft in großen Mengen. Während der Blütezeit wirkt die Wasseroberfläche dann aus der Ferne, als wäre sie von einer weißen Schicht überzogen.

## Beschreibung

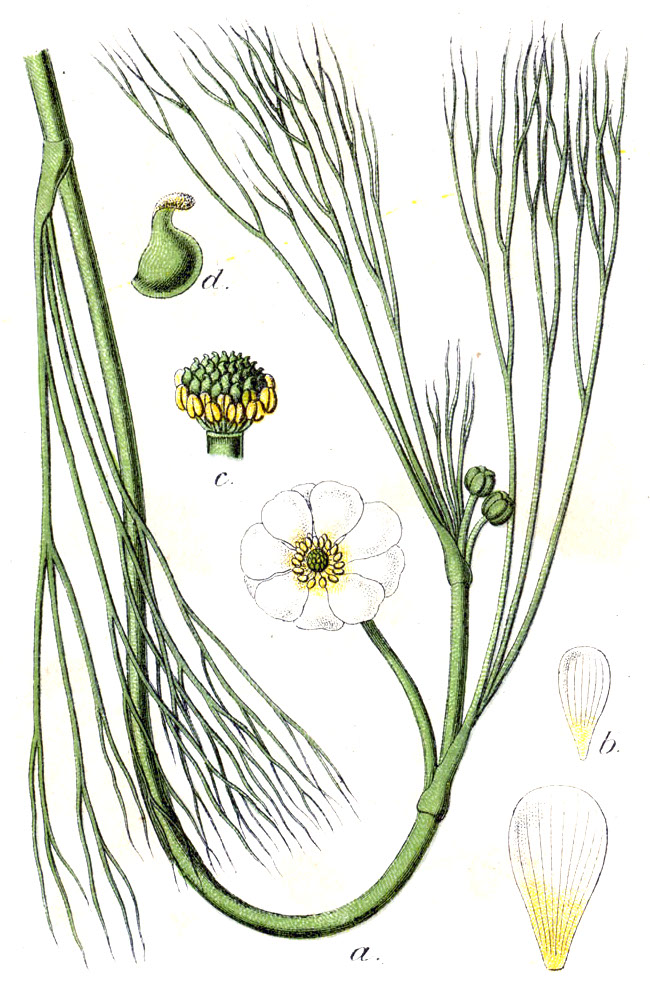
Flutender Wasserhahnenfuß, Illustration

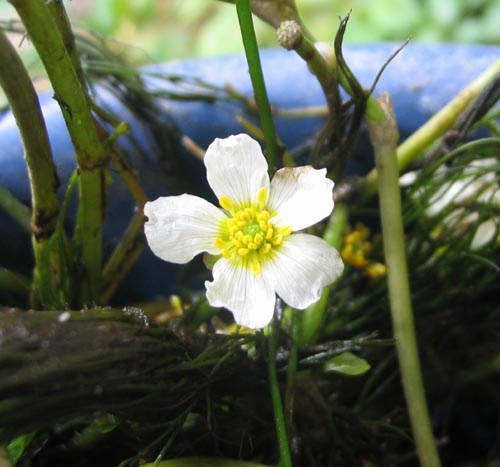
Blüte des Flutenden Wasserhahnenfußes

Der Flutende Wasserhahnenfuß ist eine wintergrüne, ausdauernde krautige Pflanze. Diese flutende Wasserpflanze besitzt Stängel, die Längen von bis zu 6 Metern erreichen können, wobei der Abstand zwischen den Stängelknoten bis zu 35 Zentimeter lang sein kann. Schwimmblätter werden von dieser Art nur selten entwickelt. Die Blattform ist völlig anders gestaltet als bei Pflanzen, die an Land leben, und den Bedingungen im fließenden Wasser angepasst. Die derben, gestielten Unterwasserblätter sind in lange, parallel gerichtete fadenförmige Blattzipfel aufgelöst. Sie sind mehrfach gabelförmig fein zerteilt, haben eine Länge von mindestens 8 Zentimetern und eiförmige Nebenblätter, die zu drei Vierteln ihrer Länge mit dem Blattstiel verwachsen sind.
Zwischen Juni und August erscheinen die Blüten über Wasser. Die zwittrigen, radiärsymmetrischen Blüten weisen einen Durchmesser von bis zu 2 Zentimetern auf. Die fünf grünen Perigonblätter sind abstehend und zwischen 4 und 6,5 Millimeter lang. Die fünf weißen, am Grund gelben Honigblätter sind ungeteilt und mit Längen von meist 7 bis 10 (5 bis 13) Millimeter ei- bis birnenförmig. Es sind zwischen 20 und 35 Staubblätter vorhanden.
Die Sammelfrüchte ragen auf kräftigen Stielen etwas über die Wasseroberfläche und enthalten 34 bis 63 Nüsschen. Die spärlich behaarten bis kahlen Nüsschen sind etwa 1 Millimeter groß, oval und meist glatt mit zwei Nasen an den seitlichen Enden.
Die Art ist diploid bis tetraploid, ihre Chromosomenzahl ist 2n = 16, 3n = 24 oder 4n = 32.

## Verbreitung und Ökologie
Der Flutende Wasserhahnenfuß ist in Süd- und Mitteleuropa sowie Großbritannien verbreitet. Er ist ein submeridionales bis nördlich temperates Florenelement. Sein Verbreitungsgebiet ist auf Europa beschränkt. Besonders angepasst ist sie an schwankende Wasserbestände. Bei Austrocknung des Gewässers kann er auch eine Landform entwickeln. Der Lebensraum des Flutenden Wasserhahnenfußes ist strömendes, sauerstoffreiches und kühles Wasser. Der Flutende Wasserhahnenfuß ist deshalb in Bächen und Flüssen von der Ebene bis in mittlere Gebirgslagen zu finden. In nährstoffreichen Fließgewässern kann er ganze Flussabschnitte bis an die Oberfläche dicht bewachsen und ist dort häufig bestandsbildend.
Der Flutende Hahnenfuß ist eine Kennart der Fluthahnenfuß-Gewässer (Ranunculion fluitantis), besonders in der Gesellschaft des Ranunculetum fluitantis. Er ist als Sauerstoffproduzent und als Laichpflanze ökologisch wichtig.
Als ökologische Zeigerwerte nach Ellenberg wird der Flutende Wasserhahnenfuß als ozeanische Lichtpflanze für mäßigwarme bis warme Unterwasser-Standorte angegeben. Er kommt in bis zu 4 Metern Wassertiefe vor.
Die ökologischen Zeigerwerte nach Landolt et al. 2010 sind in der Schweiz: Feuchtezahl F = 5uf (im fließenden Wasser untergetaucht), Lichtzahl L = 3 (halbschattig), Reaktionszahl R = 3 (schwach sauer bis neutral), Temperaturzahl T = 4 (kollin), Nährstoffzahl N = 4 (nährstoffreich), Kontinentalitätszahl K = 2 (subozeanisch).
Die Bestäubung der zwittrigen Blüten erfolgt durch Insekten oder durch Selbstbestäubung. Zu ihrer Ausbreitung der Diasporen nützt der Flutende Wasserhahnenfuß die sehr effektive Wasserausbreitung. Oft werden die Blüten untergetaucht und sind dann unfruchtbar, jedoch können sich abgerissene Stängelteile bewurzeln und so zur vegetativen Vermehrung der Pflanze beitragen. Bei hohem Wasserstand können die Blüten auch kleistogam bleiben.

## Systematik
Die Erstveröffentlichung von Ranunculus fluitans erfolgte 1779 durch Lamarck in Flore Françoise, ou Descriptions Succinctes de Toutes les Plantes qui Croissent Naturellement en France ... Paris, 3: 184. Für Ranunculus fluitans Lam. gibt es eine Reihe von Synonymen: Ranunculus aquatilis subsp. peucedanifolius Ehrh., Ranunculus fluviatilis Web., Ranunculus peucedanifolius (Ehrh.) All., Ranunculus aquatilis var. fluviatilis (Wigg.) With.,Batrachium fluviatile (Web.) Gray, Batrachium peucedanifolium (Ehrh.) Dum., Batrachium fluitans (Lam.) Wimm.

## Gefährdung und Schutzmaßnahmen
Da diese Art weit verbreitet ist und keinerlei Bedrohungen bekannt sind, wird sie von der IUCN in der Kategorie Least Concern  (gering gefährdet) geführt.